# Самоанска летяща лисица
Самоанската летяща лисица (Pteropus samoensis) е вид бозайник от семейство Плодоядни прилепи (Pteropodidae). Видът е почти застрашен от изчезване.

## Разпространение
Разпространен е в Американска Самоа, Самоа и Фиджи.